# Musse Pigg på bergsbestigning
Musse Pigg på bergsbestigning (engelska: Alpine Climbers) är en amerikansk animerad kortfilm med Musse Pigg från 1936.

## Handling
Musse Pigg, Kalle Anka och Pluto är i Alperna och klättrar i berg. När de väl klättrat upp för en topp hamnar Musse och Kalle i bråk med olika djur, Musse hamnar i bråk med en örn och Kalle med en get. Samtidigt som Pluto är nära på att frysa ihjäl, kommer en sankt bernhardshund till undsättning och räddar honom med lite brandy.

## Produktion och distribution
Filmen är den 86:e Musse Pigg-kortfilmen som producerades och den sjunde som lanserades år 1936.
Carl Barks animerade en scen i filmen där Kalle Anka slåss med en örn. Detta var första gången som Barks animerade Kalle Anka för Disney.

### Distribution
Filmen hade svensk premiär den 26 februari 1937 på bland annat biograferna Röda Lyktan och Sibyllan i Stockholm som förfilm till filmen Den siste mohikanen från 1936 med Randolph Scott i huvudrollen.
Filmen hade svensk nypremiär den 29 november 1948 på Sture-Teatern i Stockholm med titeln Kalle Anka i alperna och ingick i kortfilmsprogrammet Kalle Anka på tapeten tillsammans med sex kortfilmer till; Kalle Anka och tordyveln, Kalle Ankas vintersemester, Hiawatha, djurens broder, Tonåringar till rörs (ej Disney), Kalle Anka på tapeten och Klockan klämtar för Kalle Anka.
Filmen finns dubbad till svenska och har givits ut på VHS och DVD med titeln Bergsklättrare.

## Rollista
| Roll             | Originalröst  | Svensk röst     |
| Musse Pigg       | Walt Disney   | Anders Öjebo    |
| Kalle Anka       | Clarence Nash | Andreas Nilsson |
| Örn              | Clarence Nash | ingen röst      |
| Pluto            | Pinto Colvig  | ingen röst      |
| Joddlande hundar | Pinto Colvig  | ingen röst      |